# Pukovac
Pukovac (cyr. Пуковац) – wieś w Serbii, w okręgu niszawskim, w gminie Doljevac. W 2011 roku liczyła 3864 mieszkańców.